# Urbise
Urbise – miejscowość i gmina we Francji, w regionie Owernia-Rodan-Alpy, w departamencie Loara.
Według danych na rok 1990 gminę zamieszkiwały 152 osoby, a gęstość zaludnienia wynosiła 10 osób/km² (wśród 2880 gmin regionu Rodan-Alpy Urbise plasuje się na 1470. miejscu pod względem liczby ludności, natomiast pod względem powierzchni na miejscu 759.).